# Miroslav Cúth
Miroslav Cúth (11. listopadu 1954 – 27. října 2023) byl český katolický kněz, od roku 1997 farářem v pražském Karlíně při kostele svatých Cyrila a Metoděje. Od roku 2007 byl kanovníkem Kolegiátní kapituly sv. Kosmy a Damiána ve Staré Boleslavi.

## Život
Miroslav Cúth se narodil 11. listopadu 1954 v Karlových Varech jako první dítě rodičů Matouše Cútha a Vilmy, roz. Fúdorové. Měl jednoho mladšího bratra Mariana. Otec, Matouš Cúth, pocházel ze středního Slovenska, okresu Zvolen, byl zemědělec, po kolektivizaci uvězněn. Po propuštění se přestěhoval do Čech, kde nastoupil práci v uranových dolech v Jáchymově. Zde se také seznámil se svou budoucí manželkou, také původem ze středního Slovenska, okresu Banská Bystrica.
V dětství bydlel na několika místech, nejprve – do 6 let v Horním Slavkově. Poté jeden rok ve slovenské obci Hiadeľ (původní bydliště maminky), kde také absolvoval první třídu. Od roku 1962 bydlel na jižní Moravě v obci Hrabětice.
Vystudoval Střední průmyslovou školu v Břeclavi a nastoupil do Tatry Kopřivnice, kde pracoval mezi roky 1974 a 1977, s výjimkou základní vojenské služby v Klatovech. Dále pracoval jako řidič nákladního vozu na stavbě elektrárny Mělník III či jako mechanik ve továrně Chemont Brno. Právě během stavby na Mělníku se seznámil se významnými osobnostmi, které mu výrazným způsobem ovlivnily jeho budoucí život jako např. Bernard Říský, Bohumil Kolář, Fridolín Zahradník, Jan Šimáček nebo Josef Lux.
V roce 1979 nastoupil na Fakultu strojní ČVUT v Praze, ale již od ledna 1980 studií zanechal a po setkání s arcibiskupem Františkem Tomáškem se přihlásil do kněžského semináře v Praze, který dostudoval.
Jáhenské svěcení přijal z rukou kardinála Františka Tomáška v březnu 1985 v litoměřické katedrále. Krátce poté mu zemřel otec a následně i matka. Na kněze byl vysvěcen také kardinálem Františkem Tomáškem 29. června 1985 v pražské katedrále.
Jako kněz nejprve působil v Mariánských Lázních a Dolním Žandově, následně od roku 1990 v Říčanech. Po absolvování kněžské školy Díla Mariina u Florencie nastoupil v roce 1995 jako administrátor a od roku 1997 jako farář při pražské farnosti u kostela svatých Cyrila a Metoděje v Karlíně a v kvazifarnosti při kostele sv. Vojtěcha Na Balkáně.
Po povodních v roce 2002, kdy byla značná část Karlína pod vodou a utrpěl i kostel, se významně zasadil o celkovou rekonstrukci a nejen opravu, včetně výzdoby interiéru kostela svatých Cyrila a Metoděje v Karlíně. Dále se zasadil o vznik nové fary včetně bytů v rekonstruovaném městském domě v Křižíkově ulici v Praze. Ta slouží jako místo setkávání, ale i konkrétní pomoci pro staré lidi nebo uprchlíky. Poslední měsíce svého života zde trávili mj. i emeritní arcibiskup kardinál Miloslav Vlk nebo Bohumil Kolář.
Miroslav Cúth zemřel 27. října 2023. Pohřeb měl 7. listopadu 2023 v kostele svatých Cyrila a Metoděje v Karlíně, ostatky byly uloženy na Vinořském hřbitově.